# Branič (nogomet)
U nogometnoj igri, branič je igrač čija je pozicija na nogometnom terenu iza veznih igrača. Oni su najčvršći temelj na kojem se gradi današnji nogomet i predstavljaju zaštitu svom vrataru.
Glavni tipovi braniča su središnji braniči, libero i krilni braniči.

## Središnji branič
Posao središnjih braniča (središnjih obrambenih igrača) je zaustavljanje protivničkih napadača u njihovoj namjeri da postignu gol ili stvore izglednu priliku za svoje suigrače, te izbacivanje lopte iz šesnaesterca. Kao što im ime govori, igraju u sredini obrane, a većina momčadi se odlučuje ta formaciju s dva središnja braniča koja izravno štite vratara i prostor širok od 5 do 25 metara.
Dvije su taktike koje se podrazumijevaju samim korištenjem središnjih braniča u momčadi:
- zonska obrana - obrana u kojoj svaki branič pokriva određeni dio terena;
- flaster - obrana u kojoj svaki branič pokriva točno određenog protivničkog igrača.

Ovakva vrsta igrača je često visoka, spretna u udaranju lopte glavom i uklizavanju. Sposobnost čitanja igre je iznimna sposobnost koja daje veliku prednost ovim igračima. U nižim ligama, lošijim momčadima ili pri vrlo važnim utakmicama (tipa derbija Hajduka i Dinama), središnji braniči su usredotočeni na neutralizaciju svakog protivničkog napada na vrlo neprivlačan način, dugim ispucavanjem lopti. No, u velikom broju slučajeva i ovakva vrsta igrača ima dobre tehničke sposobnosti.
Staro ime za ovu poziciju bila je centarhalf. U ranom dijelu dvadesetoga stoljeća, kada je većina momčadi koristila formaciju 2–3–5, dva braniča su stala u liniji ispred vratara i zvali su se bekovi (eng. back, leđa), a tri pomagača u liniji na sredini terena i zvali su se halfovi (eng. half, polovica, tj. sredina terena): lijevi half, centarhalf, desni half. Kako je nogomet evoluirao na višu razinu, centarhalfovi su se više povukli u obranu prema vlastitim vratima, postajući od srednjih pomagača srednji braniči.
Središnji braniči uglavnom ostaju na svojoj polovici terena dok se momčad brani. Visoki braniči idu na protivničku stranu najčešće kod prekida igre tipa prekršaja ili kornera, tj. kada je postizanje gola glavom realna mogućnost.
Stručnjaci smatraju kako su William Gallas, John Terry i Lilian Thuram u svoje vrijeme bili najbolji središnji braniči u nogometu.

## Libero
Libero je slobodnija inačica središnjega braniča koji čisti loptu ako protivnička momčad prođe iza obrane. Njegova (ili njezina) pozicija je iza obrane, a ispred vratara. Kreće se slobodno uzduž i poprijeko terena unutar 30 metara od svojih vrata (iako, naravno, ograničenja nema, tj. može igrati bilo gdje na terenu). Zbog te slobode dolazi izraz libero (tal. slobodan). Kada libero dođe u posjed lopte, od njega se očekuje da je ne izgubi, a ponekad da povuče i kontra - napad. No, u zatvorenijim formacijama, tipa catenaccio, od libera se očekuje samo izbacivanje lopte izvan opasne zone.
Franz Beckenbauer je proglašen jednim od najboljih libera svih vremena. Rio Ferdinand mu je za tu titulu činio ozbiljnu konkurenciju u svoje vrijeme. To je zbog činjenice što igraju vrlo elegantno, imaju izraženu tehniku i sposobnost pokretanja kontra - napada. I sam njihov način obrane je na višoj razini od većine svih ostalih igrača na ovoj poziciji. Nadalje, Rafael Márquez se smatra jednim od igrača koji najbolje predviđaju protivničke pokrete, što mu omogućuje presjecanje dodavanja i brzo pokretanje kontra - napada bez potrebe za uklizavanjima. 

## Krilni braniči (krila)
Krilni braniči su moderna varijacija libera i središnjega braniča s naglašenijim pridodavanjem napadu. Krilni branič se još oslovljava i s krilo ili bek. Najčešće ih se koristi u postavi 3–5–2, te ih se može oslovljavati djelomice i kao veznim igračima. Ovakvu igru je prakticirala većina izbornika hrvatske reprezentacije s Darijom Srnom kao osloncem na krilima. 
Evolucijom modernoga nogometa, krila su kombinacija veznog igrača i braniča. Ova pozicija iziskuje strahovito mnogo napora i izdržljivosti zbog stalnoga trčanja po strani terena i u obrani i u napadu. U igri su pustolovnijeg duha, za razliku od klasičnih braniča, te upravo od krila se očekuju kvalitetno nabačene lopte u protivnički kazneni prostor.
Obrambeni vezni igrač igra tako da najčešće upravo on pokriva izlaske krila prema naprijed. Npr. svojedobno u Milanu, krila Cafú i Serginho idu naprijed, a prostor je zatvarao Gennaro Gattuso. 
Brazilci Roberto Carlos, Cafú, Argentinci Javier Zanetti i Juan Pablo Sorin, te Talijan Gianluca Zambrotta, stručnjaci kažu, bili su najbolja krila u svoje vrijeme u nogometu.